# Christopher Martins
Christopher Martins (Luxemburg,19 februari 1997) is een Luxemburgs voetballer die sinds 2022 voor Spartak Moskou.
Martins begon zijn voetbalcarrière bij het Franse Olympique Lyonnais. Hij kon hier niet doorbreken en na tweemaal uitgeleend te zijn (Bourg-en-Bresse en Troyes AC) werd hij in 2019 overgenomen door BSC Young Boys, Young Boys betaalde € 2.000.000- voor hem.
Begin 2022 werd Martins verhuurd aan het Russische Spartak Moskou waarmee hij meteen de beker won. Na het seizoen vertrok Martins definitief naar de club uit Moskou.

## Interlandcarrière
Martins maakte zijn interlanddebuut voor Luxemburg op 8 september 2014 in een EK-Kwalificatie wedstrijd tegen Wit-Rusland, het werd 1-1.
Zijn eerste doelpunt voor Luxemburg kwam er exact 4 jaar na zijn debuut. Dat doelpunt maakte hij in een match tegen Moldavië in de UEFA Nations League, Luxemburg won de match met 4-0.

## Erelijst
| Zwitserse Beker   | 1x | 2020             |  |                |                |                |                |                |
| Zwitsers kampioen | 2x | 2019/20, 2020/21 |  | Spartak Moskou | Spartak Moskou | Spartak Moskou | Spartak Moskou | Spartak Moskou |
| Russische Beker   | 1x | 2022             |  |                |                |                |                |                |